# Alseis labatioides
Alseis labatioides là một loài thực vật có hoa trong họ Thiến thảo. Loài này được H.Karst. ex K.Schum. mô tả khoa học đầu tiên năm 1889.